# The Albatross EP
The Albatross EP  je druhým oficiálně vydaným dílem amerického instrumentálního hudebního projektu Port Blue. Vyšlo 10. ledna 2008 a obsahuje 10 skladeb. Bylo složeno představitelem a tvůrcem Port Blue Adamem Youngem známého hlavně z projektu Owl City.

## Seznam skladeb
| The Albatross EP | The Albatross EP     | The Albatross EP |
| Pořadí           | Název                | Délka            |
| ---------------- | -------------------- | ---------------- |
| 1.               | In the Dolphin Tank  | 2:02             |
| 2.               | Butterflies          | 1:30             |
| 3.               | City of Safe Harbors | 2:06             |
| 4.               | Monorail             | 2:03             |
| 5.               | The Snow Ballet      | 1:11             |
| 6.               | Elephant Island      | 2:26             |
| 7.               | Of Japan             | 1:01             |
| 8.               | Into the Sea         | 2:22             |
| 9.               | Silver Blueberry     | 1:18             |
| 10.              | An Enchanted Evening | 1:49             |

## Informace
"The Albatross EP" je optimistické, idealistické album složené z deseti krátkých medailonků či 'šplíchanců' mihotající se melodie, struktura a rytmus jsou podtrženy vrstvami nahrávek zvuků v přírodě. EP je dokonalý soundtrack pro éterické snění, pronikavý výběr atmosférické hudby zdobené třpytivými, elektronickými tóny.
Všechny skladby jsou opravdu krátké. Ta nejdelší má pouhých 2:26.
Album bylo nejdříve vydáno jen jako Pre-Production, tedy bylo neoficiálně zveřejněno na internetu někdy v roce 2007. Ovšem tato verze obsahuje z velké části jiné skladby.
Obrázek obalu alba je fotografie Adamova oblíbeného mostu. V jednom článku na svém blogu Adam píše o dívce, která mu dala velký nýt z tohoto mostu: "Moje nejoblíbenější místo na celém světě je Canal Park v Duluthu v Minnesotě a snad nejoblíbenější věcí na celém světě je Duluth Aerial Lift Bridge usazený nad přístavem. Pohled na přístav v Sydney z ordinace zubaře ve filmu Hledá se Nemo je jen ubohým obrazem toho v Duluthu, ale možná o trošku víc průmyslovější a o hodně víc středozápadní. Duluth je mým bezpečným přístavem, moje bezpečné místo, pokud se to tak dá nazvat. Je tam taková květinová zahrada přímo na kopci, která shlíží na Duluth a kde bych se oženil se svou budoucí ženou, pokud by se mi ji podařilo přesvědčit a pokud by nechtěla spíš Howth v Irsku. Ale to už je jiný příběh..."
"The Albatross EP" je k dostání na iTunes, Spotify a bylo zveřejněno také na oficiálním účtu Port Blue Music na SoundCloudu.

## Seznam skladeb nevydaného Pre-Production alba
| The Albatross EP Pre-Production | The Albatross EP Pre-Production | The Albatross EP Pre-Production |
| Pořadí                          | Název                           | Délka                           |
| ------------------------------- | ------------------------------- | ------------------------------- |
| 1.                              | Chinese Porcelain               | 0:12                            |
| 2.                              | Monarch                         | 1:08                            |
| 3.                              | Bay City                        | 2:48                            |
| 4.                              | Chocolate Turtle                | 2:48                            |
| 5.                              | Snow Ballet                     | 2:14                            |
| 6.                              | Queen Anne's Sailboat           | 5:40                            |
| 7.                              | Of Japan                        | 0:50                            |
| 8.                              | Sea Horse                       | 4:39                            |
| 9.                              | Silver Blueberry                | 1:36                            |
| 10.                             | Pony Tail                       | 0:12                            |